# فولفغانغ هيرمان
فولفغانغ هيرمان (بالألمانية: Wolfgang Herrmann)‏ هو أمين مكتبة ألماني، ولد في 14 مارس 1904 في آلسليبن في ألمانيا، وتوفي في 1 أبريل 1945 في برنو في التشيك.